# Club House
Pour les articles ayant des titres homophones, voir Clubhouse et Club-house.
Club House est un groupe italien d'Italo house, actif entre 1983 et 1996, autrefois composé de Gianfranco Bortolotti, Carl Fanini, Hidalgo Serra et Silvio Pozzoli. 

## Histoire
Le groupe connait un succès en 1983 avec un medley mashup de Do It Again de Steely Dan et de Billie Jean de Michael Jackson, intitulé Do It Again Medley with Billie Jean. Il atteint la 7e place en Irlande, la 11e place au Royaume-Uni et la 75e place du Billboard Hot 100 aux États-Unis. Les deux mêmes chansons du medley de Club House de 1983 sont également enregistrées comme medley de dance note pour note par le groupe Slingshot de Détroit, Michigan, qui atteint la première place du palmarès de dance avec sa reprise. Une autre version est enregistrée par Brooklyn Express, un projet de studio new-yorkais de Began Cekic et Eric Durham, également en 1983.
En 1987, Club House sort un autre medley, mélangeant Yé ké yé ké de Mory Kanté et I'm a Man du Spencer Davis Group, un single sous licence de Music Man Records au Royaume-Uni, qui devient un petit succès en 1989 en se classant à la 69e place des charts britanniques. En 1991, ils atteignent la première place du classement américain Hot Dance Music/Club Play avec Deep in My Heart, qui reprenait une partie du chant de Kier Kirby sur le single Power of Love de Deee-Lite sorti en 1990.
Le plus grand succès de Club House dans le classement britannique des singles a lieu en 1994, lorsque leur single Light My Fire (avec Carl Fanini au chant) est remixé par le projet Cappella de Bortolotti et sorti en single par le label PWL de Pete Waterman. D'abord classé 45e au Royaume-Uni, la nouvelle version de Cappella atteint la septième place du UK Singles Chart en avril 1994 (bien que l'on se souvienne du premier mix comme étant la chanson sur laquelle les six membres de Boyzone ont dansé à l'émission The Late Late Show de la RTÉ après avoir été formés),. Le single suivant, Living in the Sunshine, n'a pas autant de succès puisqu'il n'atteint que la 21e place au Royaume-Uni en juillet de la même année. 

## Discographie

### Albums studio
- 1995 : Nowhere Land

### Singles
| 1983                                                        | Do It Again/Billie Jean (medley)        | —   | —  | 41 | 7  | 10 | 33 | 11 | 75 | —  | Singles inédits |
| 1983                                                        | Superstition/Good Times (medley)        | —   | —  | —  | —  | —  | —  | 59 | —  | —  | Singles inédits |
| 1987                                                        | I'm a Man/Yeké Yeké (medley)            | —   | —  | —  | —  | —  | —  | 69 | —  | —  | Singles inédits |
| 1989                                                        | I'm Alone                               | —   | —  | —  | —  | —  | —  | —  | —  | —  | Singles inédits |
| 1990                                                        | Deep in My Heart                        | —   | —  | —  | —  | 41 | —  | 55 | —  | 1  | Singles inédits |
| 1991                                                        | I'm Falling Too                         | —   | —  | —  | —  | —  | —  | —  | —  | 18 | Singles inédits |
| 1992                                                        | Take Your Time                          | —   | —  | —  | —  | —  | —  | —  | —  | —  | Nowhere Land    |
| 1993                                                        | Light My Fire (featuring Carl)          | 67  | —  | —  | 19 | —  | —  | 45 | —  | —  | Nowhere Land    |
| 1994                                                        | Light My Fire (remix)                   | 26  | 20 | —  | 11 | —  | —  | 7  | —  | —  | Nowhere Land    |
| 1994                                                        | Living in the Sunshine (featuring Carl) | 106 | —  | —  | 23 | —  | —  | 21 | —  | —  | Nowhere Land    |
| 1994                                                        | Nowhere Land (featuring Carl)           | —   | —  | —  | —  | —  | —  | 56 | —  | —  | Nowhere Land    |
| 1995                                                        | All By Myself (featuring Carl)          | —   | —  | —  | —  | —  | —  | —  | —  | —  | Nowhere Land    |
| 1996                                                        | You and I                               | —   | —  | —  | —  | —  | —  | —  | —  | —  | Nowhere Land    |
| 1997                                                        | World of Dreams                         | —   | —  | —  | —  | —  | —  | —  | —  | —  | Nowhere Land    |
| « — » signifie que le morceau n'a atteint aucun classement. |                                         |     |    |    |    |    |    |    |    |    |                 |